# Pont d'Achelles
Pont d'Achelles is een gehucht in de Franse gemeente Niepkerke in het Noorderdepartement. Het ligt bijna twee kilometer ten noordwesten van het centrum van Niepkerke, langs de weg naar Belle. Het gehucht ligt vlak tegen de Belgische grens en het Belgische Nieuwkerke. Een kilometer verder ten noordwesten ligt het grensgehuchtje De Seule.

## Geschiedenis
Tijdens de Eerste Wereldoorlog lag Pont d'Achelles dicht bij het front, meestal in geallieerde gebied.

## Bezienswaardigheden
- Pont-d'Achelles Military Cemetery, een Britse militaire begraafplaats met gesneuvelden uit de Eerste Wereldoorlog. De begraafplaats telt 330 graven.